# مطار بوكي بارالاندي
مطار بوكي بارالاندي (إياتا: BKJ، إيكاو: GUOK) هو مطار يخدم بوكي، عاصمة إقليم بوكي في غينيا.

## روابط خارجية
- خريطة الشارع المفتوحة - بوكيه
- OurAirports - بوكي
- SkyVector - بوكي
- تاريخ الحوادث لـ (مطار بوكي) على شبكة سلامة الطيران.